# Guadalupe Sánchez
Guadalupe Sánchez Galván (Teocelo, 12 dicembre 1890 – Yanga, 12 luglio 1985) è stato un generale messicano.

## Biografia
Nel 1910 aderì al maderismo e partecipò al movimento ribelle nella sua regione, raggiungendo il grado di capitano. Dopo l'assassinio di Francisco Madero, si unì al movimento costituzionalista. Militò nelle file della Divisione dell'Oriente, sotto gli ordini del generale Cándido Aguilar, dove si distaccò come uno dei principali capi. Nel 1914 fu delegato della Convenzione di Aguascalientes in rappresentazione del generale Antonio Portas. Alla fine del 1914 e inizio del 1915 sconfisse le forze rivoluzionarie di Higinio Aguilar, Pedro Gabay e Constantino Galán, che operavano nella regione del Cofre del Perote e del Pico de Orizaba.
Nel 1915 fu commissionato per combattere le truppe di Pancho Villa sotto gli ordini di Álvaro Obregón, partecipando alla battaglia di Celaya e Trinidad. Nel 1918 fu nominato capo delle operazioni militari di Veracruz, dove il felicismo era molto potente, e ivi si trovavano Luis Medina Barrón, sconfitto da Villa nello Zacatecas a giugno del 1914 e il generale Iván Quintero, ex sostenitore di Pascual Orozco prima e Victoriano Huerta dopo, in quello stato dal 1916.
Il 15 aprile 1918 scoprì e perseguitò il generale Aureliano Blanquet, che era nemico dell'esercito costituzionalista. Durante la persecuzione, il generale Blanquet cadde nel burrone di Chavaxtla (nello stato di Veracruz).
Nel 1920 assecondò il Piano di Agua Prieta e combatté le forze di Venustiano Carranza quando fuggiva diretto a Veracruz. Sconfisse il generale Francisco Murguía ad Aljibes (stato di Puebla).
Nel 1923 fu uno dei principali capi della ribellione capeggiata da Adolfo de la Huerta. L'8 dicembre 1923 prese con le sue forze la città di Xalapa.
Dopo la sconfitta di questa ribellione visse in esilio per vari anni. Morì a Yanga, stato di Veracruz, il 12 luglio 1985, a 94 anni. I suoi resti si trovano nel pantheon municipale di quel municipio.